# Zepponami
Zepponami è la più grande delle frazioni di Montefiascone, situata tra Viterbo e il capoluogo.
La popolazione è costituita da 1 660 abitanti e dista circa 2 km dal centro di Montefiascone.
A Zepponami è presente una stazione ferroviaria lungo la linea Viterbo - Attigliano - Orte, che consente il collegamento con le linee Viterbo-Roma e Roma-Firenze.
Nella frazione vengono celebrate diverse feste paesane tra cui la più conosciuta è la sagra della castagna che si svolge nel mese di ottobre.

## La nascita della contrada
Per affrontare la nascita di Zepponami è necessario fare riferimento alle innovazioni ecclesiastiche seguite al Concilio di Trento (1545/63). Il Concilio dispose con decreti che tutti i Vescovi erano obbligati a risiedere nelle proprie diocesi, e che potevano effettuare Visite Pastorali per verificare l'attività pastorale e amministrativa dei parroci. Dalla conoscenza e dall'analisi delle relazioni di Visita, scaturiscono elementi per la datazione di questa contrada.
Da un documento di Don Curzio Franceschini emergono due importanti informazioni: la prima, che una posizione del territorio era già definita "contrada" implicando così un agglomerato abitativo, l'altra che già nel 1630 c'era un luogo conosciuto già come Montisole.
Verso gli inizi del Settecento dall'isolata famiglia patriarcale si passò alla condivisione di costruzioni ravvicinate o attaccate, moltiplicandosi, costruirono un aspetto difensivo e la nascita di alcuni agglomerati che divennero a mano a mano dei piccoli villaggetti. Si può dire quindi che in questi anni il villaggio di Zepponami cominciò un lento processo di crescita. 
Altre informazioni sulla crescita di Zepponami vengono dalla visita pastorale del 1754-1755, dove si dice che gli abitanti della zona volevano cominciare ad essere autonomi e non recarsi sempre in città per assistere alle Sante Messe. Per questo risulta che nel 1734 i contadini e i pastori della zona avevano raccolto elemosine ed eretto una piccola Chiesa che fu dedicata alla Beata Maria Vergine del Giglio.
Gli abitanti del territorio che poi diverrà Zepponami, vivevano direttamente del lavoro dei campi e pochi erano gli artigiani e i negozianti.Come narrano alcune storie, i contadini del territorio di Montefiascone, dovevano sottostare a un padrone e raccomandarsi a lui per essere autorizzati a zappare e a seminare i suoi appezzamenti di terreno per poi dividere a metà il magro raccolto.
Le condizioni igieniche erano pessime: infatti nelle scuole Elementari erano presenti bambini malati di scabbia; anche il bestiame suino di un contadino era malato di angina carbonchiosa. Le persone erano anche molto malnutrite, la mortalità infantile era elevata, l'indebolimento fisico degli uomini diventò cronico perché lavoravano sette giorni su sette senza mai fare riposo né settimanale né festivo. La mancanza di aiuti fisici e psicologici non agevolava molto la vita nelle contrade; c'era la presenza di un solo ospedale in città e qui ci si andava solo in casi di estrema necessità perché si teneva conto dei costi, che non erano sostenibili da tutti, la lontananza dal centro, e l'età del malato dove i bambini avevano la precedenza sugli anziani che venivano lasciati alla sorte della natura.